# 백귀야행

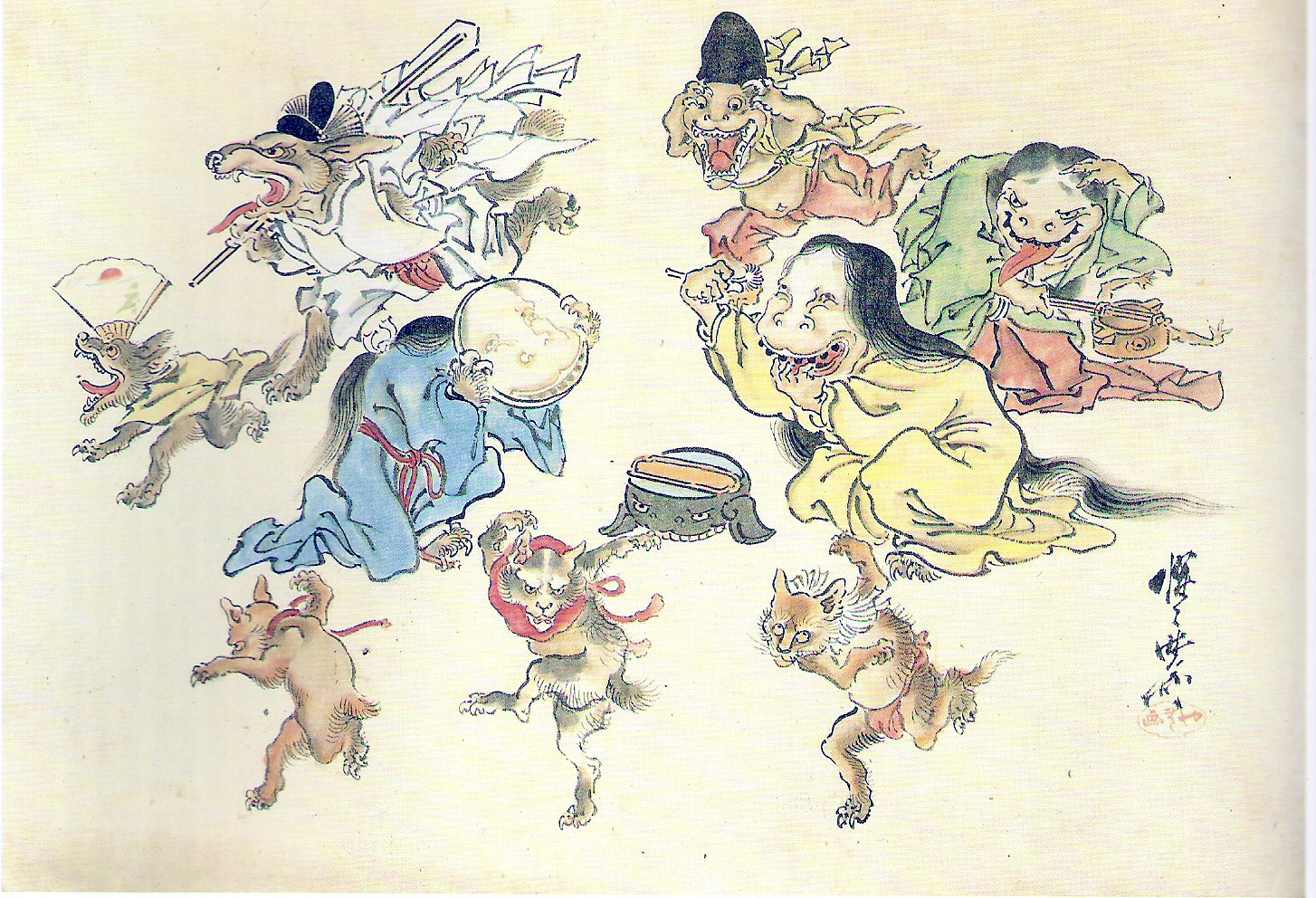

백귀야행(일본어: 百鬼夜行, ひゃっきやぎょう、ひゃっきやこう)은 요괴나 귀신들이 심야에 마을에 집단으로 나타나 배회하거나 행진한다는 전설이다.

## 개요
전설에 등장하는 이형의 집단으로 〈백귀야행을 만났다〉고 표현한다.
경문을 읽어 재난을 면했다는 이야기나, 독경하는 사이 날이 밝아 귀신들이 도망가거나 없어졌다는 이야기가 일반적이다.
고전인 《슈가쇼》라는 백과사전을 보면 정월, 2월 첫 자일(子日), 3월·4월의 오일(午日), 5월·6월의 사일(巳日), 7월·8월의 술일(戌日), 9월·10월의 미일(未日), 11월·12월의 진일(辰日)은 백귀야행이 출현하는 〈백귀야행일〉이며, 백귀야행과 만나면 죽기 때문에 이 날 밤에는 외출하지 않았다고 한다. 또한, 이 사전에 의하면 〈카타시하야, 에카세니쿠리니, 타메루사케, 테에히, 아시에히, 와레시코니케리〉라고 주문을 외우면 백귀야행으로 인한 피해를 면할 수 있었다고 한다.

## 백귀야행이 등장하는 작품
- xxx홀릭
- 타카무라 파환 이야기
- 누라리횬의 손자
- 소년 음양사
- 백귀야행
- 코믹메이플스토리
- 주술회전

## 같이 보기
- 와일드헌트